# Cathédrale de l'Assomption de Włocławek
Pour les articles homonymes, voir Cathédrale de l'Assomption.
La basilique cathédrale de l'Assomption-de-la-Bienheureuse-Vierge-Marie  (en polonais : Bazylika katedralna Wniebowzięcia Najświętszej Maryi Panny) de Włocławek est l'église principale du diocèse de Włocławek en Pologne, cathédrale depuis le 25 mars 1340. Elle est devenue basilique mineure en 1907, titre conféré par le pape Pie X.

## Eléments architecturaux
La cathédrale possède une riche histoire et des éléments architecturaux remarquables, tels que :
- Galerie : des images historiques montrant la cathédrale en 1842 et l’intérieur en 1896 ;
- Nef principale : elle est caractérisée par son ampleur et son style gothique ;
- Maître autel : un point focal de la liturgie et de l’art sacré ;
- Sépulture de l’évêque : elle abrite celle de l’évêque Piotr z Bnina Moszyński ;
- L’Assomption de la Vierge Marie : une représentation artistique importante, anciennement dans un retable.

## Galerie

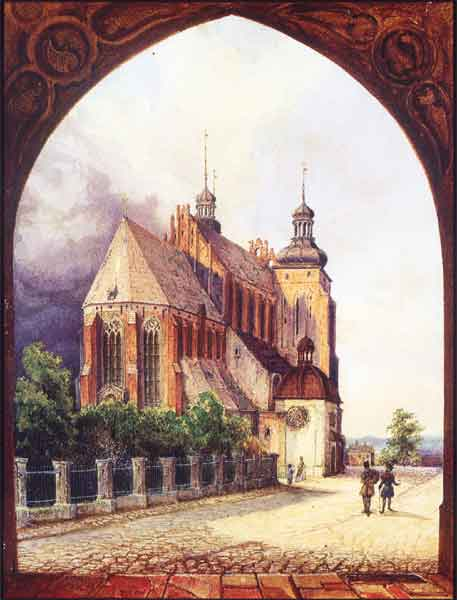
La cathédrale en 1842.
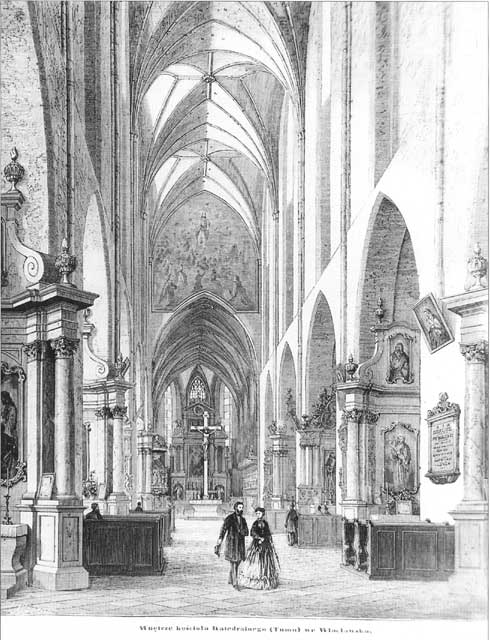
L'intérieur de la cathédrale en 1896.
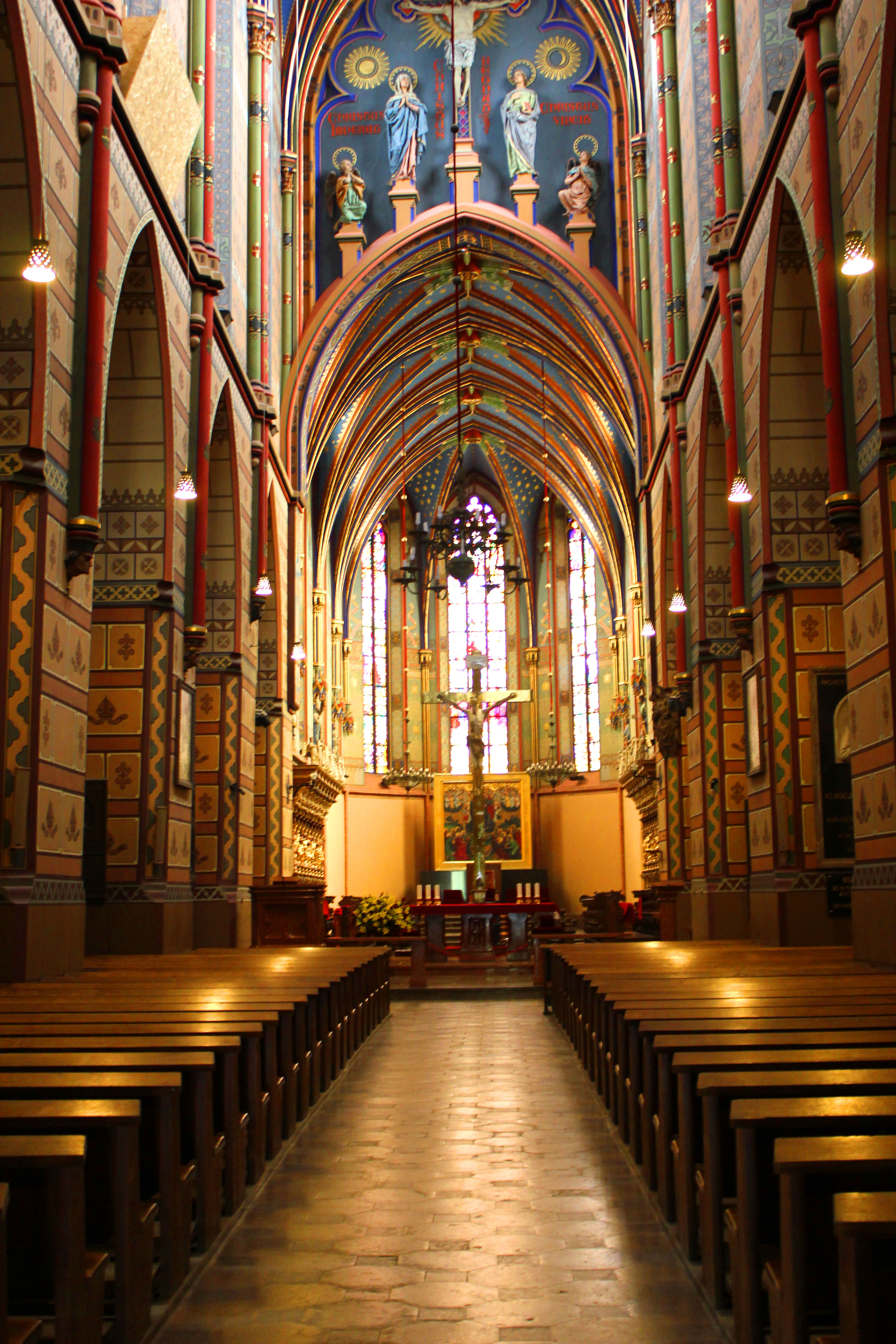
Nef principale.
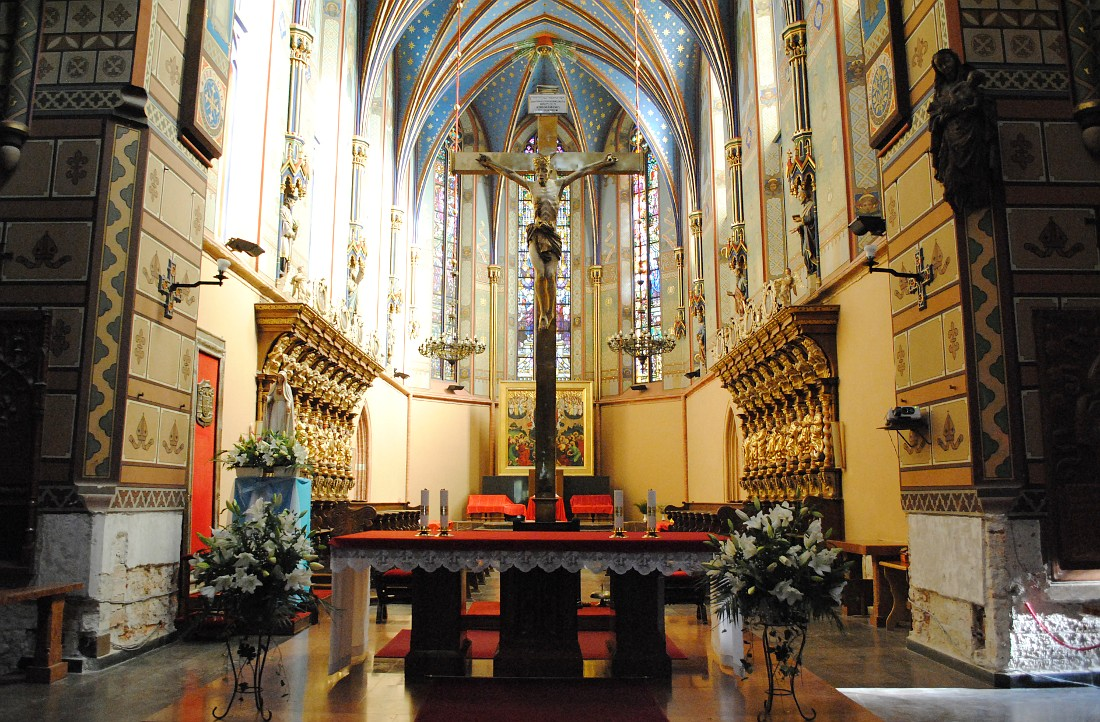
Maître autel.
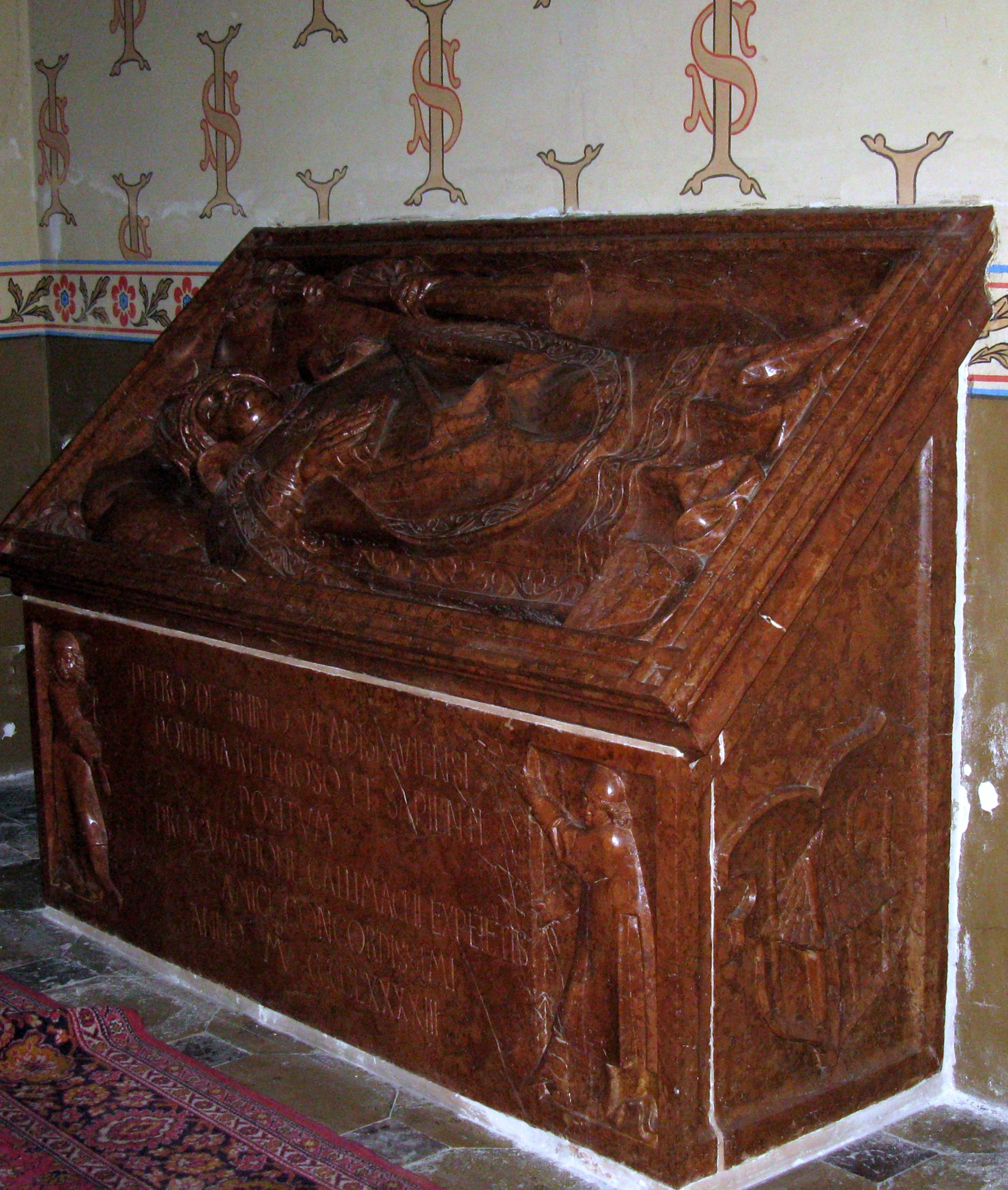
Sépulture de l'évêque Piotr z Bnina Moszyński (v. 1430-1494).
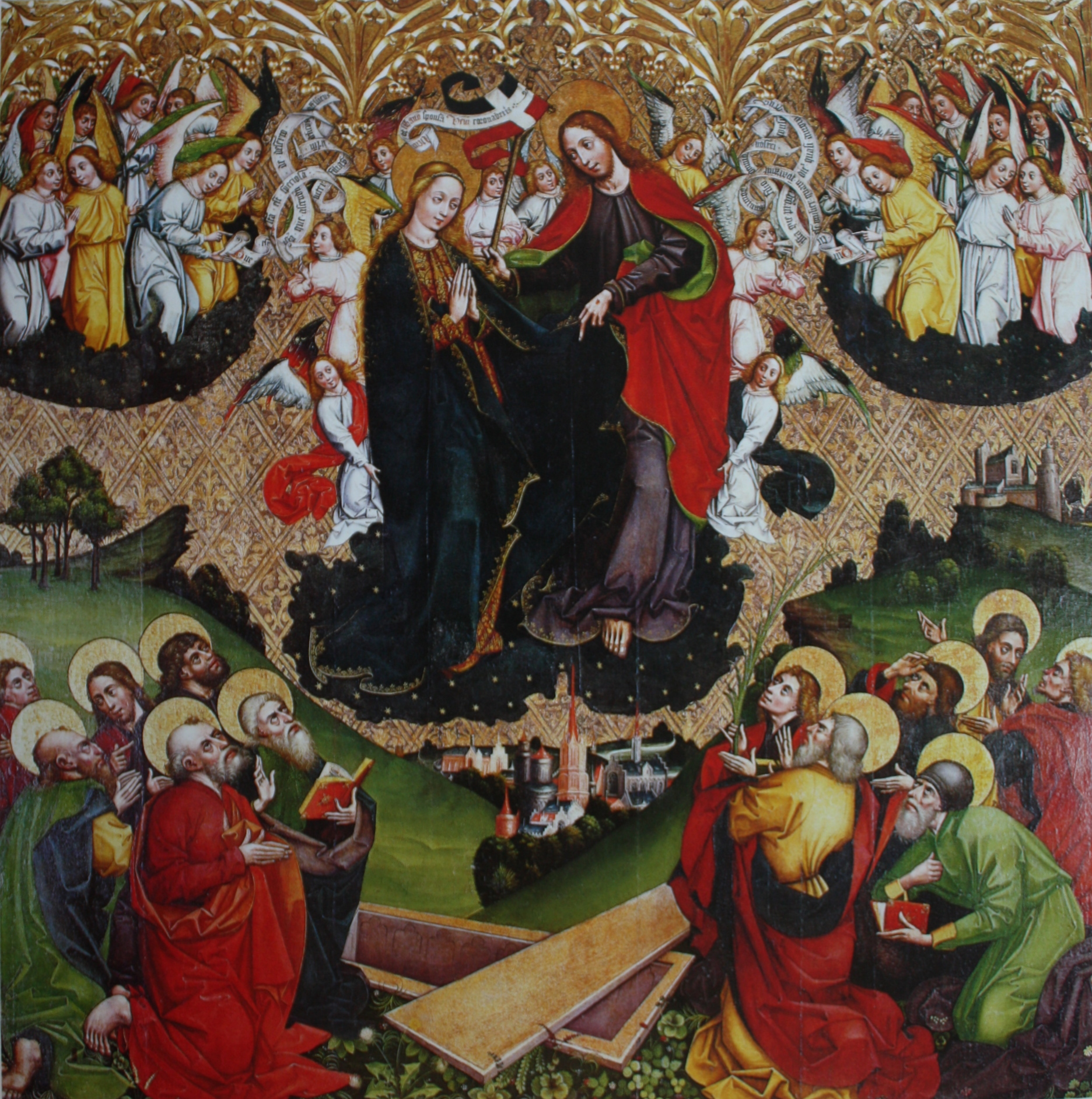
L'Assomption de la Vierge Marie, Jan Wielki (v. 1480).

Pour une visite, la cathédrale est ouverte avec les horaires suivants :
- Horaires d’ouverture : De 8h00 à 19h00.
- Temps de visite recommandé : Entre 2 et 3 heures.
- Adresse : Prymasa Stanisława Karnkowskiego 7, 87-800 Włocławek, Pologne[1].